# Paul B. Johnson
Paul Burney Johnson, född 23 mars 1880 i Scott County, Mississippi, död 26 december 1943 i Hattiesburg, Mississippi, var en amerikansk demokratisk politiker. Han var ledamot av USA:s representanthus 1919–1923 och Mississippis guvernör från 1940 fram till sin död. Han var far till Paul B. Johnson Jr.
Johnson studerade juridik vid Millsaps College och inledde 1903 sin karriär som advokat i Hattiesburg. Han arbetade senare som domare. År 1919 tillträdde han som kongressledamot. Efter två mandatperioder i representanthuset beslutade Johnson sig för att inte ställa upp för omval i kongressvalet 1922.
År 1940 efterträdde Johnson Hugh L. White i guvernörsämbetet. Johnson var en reformistisk guvernör som bland annat fick igenom höjningen av pensioner och lagen om skolböcker bekostade av delstaten. Guvernör Johnson avled 1943 i ämbetet och gravsattes i Hattiesburg.